# Dominic Calvert-Lewin
Dominic Nathaniel Calvert-Lewin (Sheffield, Inglaterra, 16 de marzo de 1997) es un futbolista británico que juega en la demarcación de delantero para el Leeds United F. C. de la Premier League de Inglaterra.

## Trayectoria
Tras empezar a formarse como futbolista con el Sheffield United F. C., finalmente subió al primer equipo en 2014, haciendo su debut el 25 de abril de 2015 en la English Football League One contra el Leyton Orient F. C., entrando al terreno de juego en el minuto 66 tras sustituir a Che Adams. Posteriormente tras pasar dos años en calidad de cedido en el Stalybridge Celtic F. C. y en el Northampton Town F. C., finalmente el 31 de agosto de 2016 fichó por el Everton F. C. a cambio de 2 millones de euros.
El 24 de septiembre de 2019 cumplió cien partidos con la camiseta del Everton F. C. en un partido en el que anotó los dos goles de la victoria contra el Sheffield Wednesday F. C. en la Copa de la Liga. Tras marcar 15 goles en 31 partidos esa temporada, el 6 de marzo de 2020 firmó una ampliación de su contrato hasta junio de 2025. Llegado ese momento quedó libre y se marchó después de haber jugado un total de 273 encuentros en los que anotó 71 tantos.
El 15 de agosto de 2025 se anunció su incorporación al Leeds United F. C. por tres años.

## Selección nacional
Es internacional absoluto con la selección de fútbol de Inglaterra desde 2020. Tras jugar en las categorías sub-20 y sub-21, el 7 de octubre hizo su debut en un amistoso ante Gales en el que anotó el primer gol en la victoria por 3-0.

## Estadísticas

### Clubes
Actualizado al último partido disputado el 1 de diciembre de 2024.
| Club                                | Div.          | Temporada     | Liga  | Liga  | Copas nacionales | Copas nacionales | Copas internacionales | Copas internacionales | Total | Total |
| Club                                | Div.          | Temporada     | Part. | Goles | Part.            | Goles            | Part.                 | Goles                 | Part. | Goles |
| ----------------------------------- | ------------- | ------------- | ----- | ----- | ---------------- | ---------------- | --------------------- | --------------------- | ----- | ----- |
| Stalybridge Celtic F. C. Inglaterra | 6.ª           | 2014-15       | 5     | 6     | —                | —                | —                     | —                     | 5     | 6     |
| Stalybridge Celtic F. C. Inglaterra | Total club    | Total club    | 5     | 6     | 0                | 0                | 0                     | 0                     | 5     | 6     |
| Sheffield United F. C. Inglaterra   | 3.ª           | 2014-15       | 2     | 0     | 0                | 0                | —                     | —                     | 2     | 0     |
| Northampton Town F. C. Inglaterra   | 4.ª           | 2015-16       | 20    | 5     | 6                | 3                | —                     | —                     | 26    | 8     |
| Northampton Town F. C. Inglaterra   | Total club    | Total club    | 20    | 5     | 6                | 3                | 0                     | 0                     | 26    | 8     |
| Sheffield United F. C. Inglaterra   | 3.ª           | 2015-16       | 9     | 0     | —                | —                | —                     | —                     | 9     | 0     |
| Sheffield United F. C. Inglaterra   | 3.ª           | 2016-17       | 0     | 0     | 1                | 0                | —                     | —                     | 1     | 0     |
| Sheffield United F. C. Inglaterra   | Total club    | Total club    | 11    | 0     | 1                | 0                | 0                     | 0                     | 12    | 0     |
| Everton F. C. Inglaterra            | 1.ª           | 2016-17       | 11    | 1     | 0                | 0                | —                     | —                     | 11    | 1     |
| Everton F. C. Inglaterra            | 1.ª           | 2017-18       | 32    | 4     | 3                | 3                | 9                     | 1                     | 44    | 8     |
| Everton F. C. Inglaterra            | 1.ª           | 2018-19       | 35    | 6     | 3                | 2                | —                     | —                     | 38    | 8     |
| Everton F. C. Inglaterra            | 1.ª           | 2019-20       | 36    | 13    | 5                | 2                | —                     | —                     | 41    | 15    |
| Everton F. C. Inglaterra            | 1.ª           | 2020-21       | 33    | 16    | 6                | 5                | —                     | —                     | 39    | 21    |
| Everton F. C. Inglaterra            | 1.ª           | 2021-22       | 17    | 5     | 1                | 0                | —                     | —                     | 18    | 5     |
| Everton F. C. Inglaterra            | 1.ª           | 2022-23       | 17    | 2     | 1                | 0                | —                     | —                     | 18    | 2     |
| Everton F. C. Inglaterra            | 1.ª           | 2023-24       | 32    | 7     | 6                | 1                | —                     | —                     | 38    | 8     |
| Everton F. C. Inglaterra            | 1.ª           | 2024-25       | 13    | 2     | 0                | 0                | ―                     | ―                     | 13    | 2     |
| Everton F. C. Inglaterra            | Total club    | Total club    | 226   | 56    | 25               | 13               | 9                     | 1                     | 260   | 70    |
| Total carrera                       | Total carrera | Total carrera | 262   | 67    | 32               | 16               | 9                     | 1                     | 303   | 84    |

### Hat-tricks
| 1 | 19 de septiembre de 2020 | Goodison Park, Liverpool | Everton - West Bromwich Albion |  | 5-2 | Premier League 2020-21                |
| 2 | 30 de septiembre de 2020 | Goodison Park, Liverpool | Everton - West Ham United      |  | 4-1 | Copa de la Liga de Inglaterra 2020-21 |

## Palmarés

### Campeonatos nacionales
| Título                      | Club                   | País       | Año  |
| --------------------------- | ---------------------- | ---------- | ---- |
| English Football League Two | Northampton Town F. C. | Inglaterra | 2016 |
| English Football League One | Sheffield United F. C. | Inglaterra | 2017 |

### Campeonatos internacionales
| Título                        | Club                                     | País          | Año  |
| ----------------------------- | ---------------------------------------- | ------------- | ---- |
| Copa Mundial de Fútbol Sub-20 | Selección de fútbol sub-20 de Inglaterra | Corea del Sur | 2017 |